# Hyalosperma
Hyalosperma es un género de plantas con flores perteneciente a la familia de las asteráceas. Comprende 10 especies descritas y de estas, solo 9 aceptadas. Es originario de Australia.

## Taxonomía
El género fue descrito por Joachim Steetz y publicado en Plantae Preissianae 1: 476. 1845. La especie tipo es: no designado.

## Especies
A continuación se brinda un listado de las especies del género Hyalosperma aceptadas hasta agosto de 2012, ordenadas alfabéticamente. Para cada una se indica el nombre binomial seguido del autor, abreviado según las convenciones y usos.
- Hyalosperma cotula (Benth.) Paul G.Wilson
- Hyalosperma demissum (A.Gray) Paul G.Wilson
- Hyalosperma glutinosum Steetz
- Hyalosperma praecox (F.Muell.) Paul G.Wilson
- Hyalosperma pusillum (Turcz.) Paul G.Wilson
- Hyalosperma semisterile (F.Muell.) Paul G.Wilson
- Hyalosperma simplex (Steetz) Paul G.Wilson
- Hyalosperma stoveae (D.A.Cooke) Paul G.Wilson
- Hyalosperma zacchaeus (S.Moore) Paul G.Wilson